# Heptapyrgion

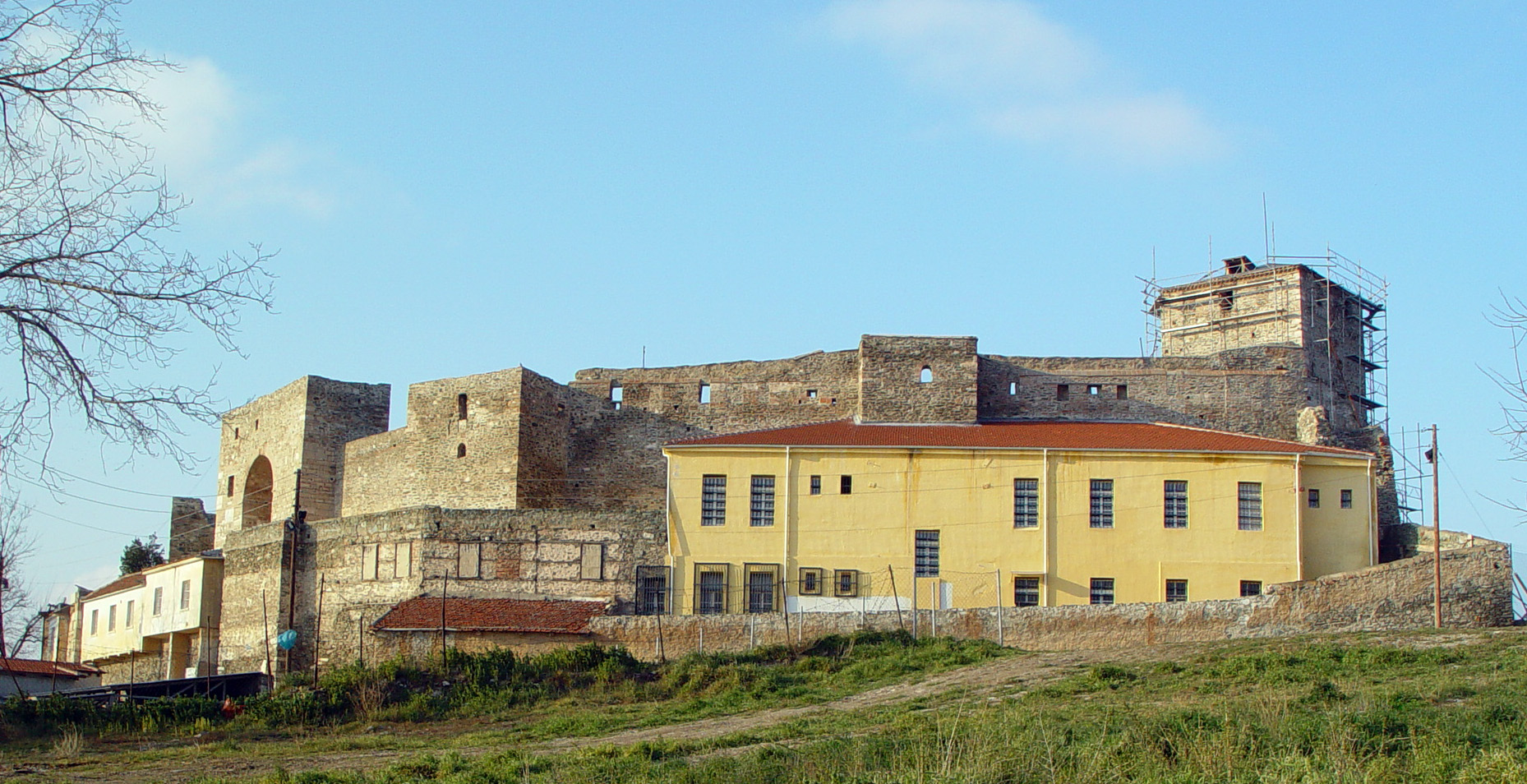
Ansicht des Heptapyrgion

Das Heptapyrgion (altgriechisch Ἑπταπύργιον ‚Sieben Türme‘, neugriechisch Επταπύργιο Eptapyrgio, türkisch Yedi Kule) in Thessaloniki ist eine Festung in der byzantinischen und osmanischen Zitadelle im nordöstlichen Teil der Akropolis oberhalb des Stadtteils Ano Poli. Es war Sitz der Garnison des Osmanischen Reichs bis zum Ende des 19. Jahrhunderts.

## Geschichte

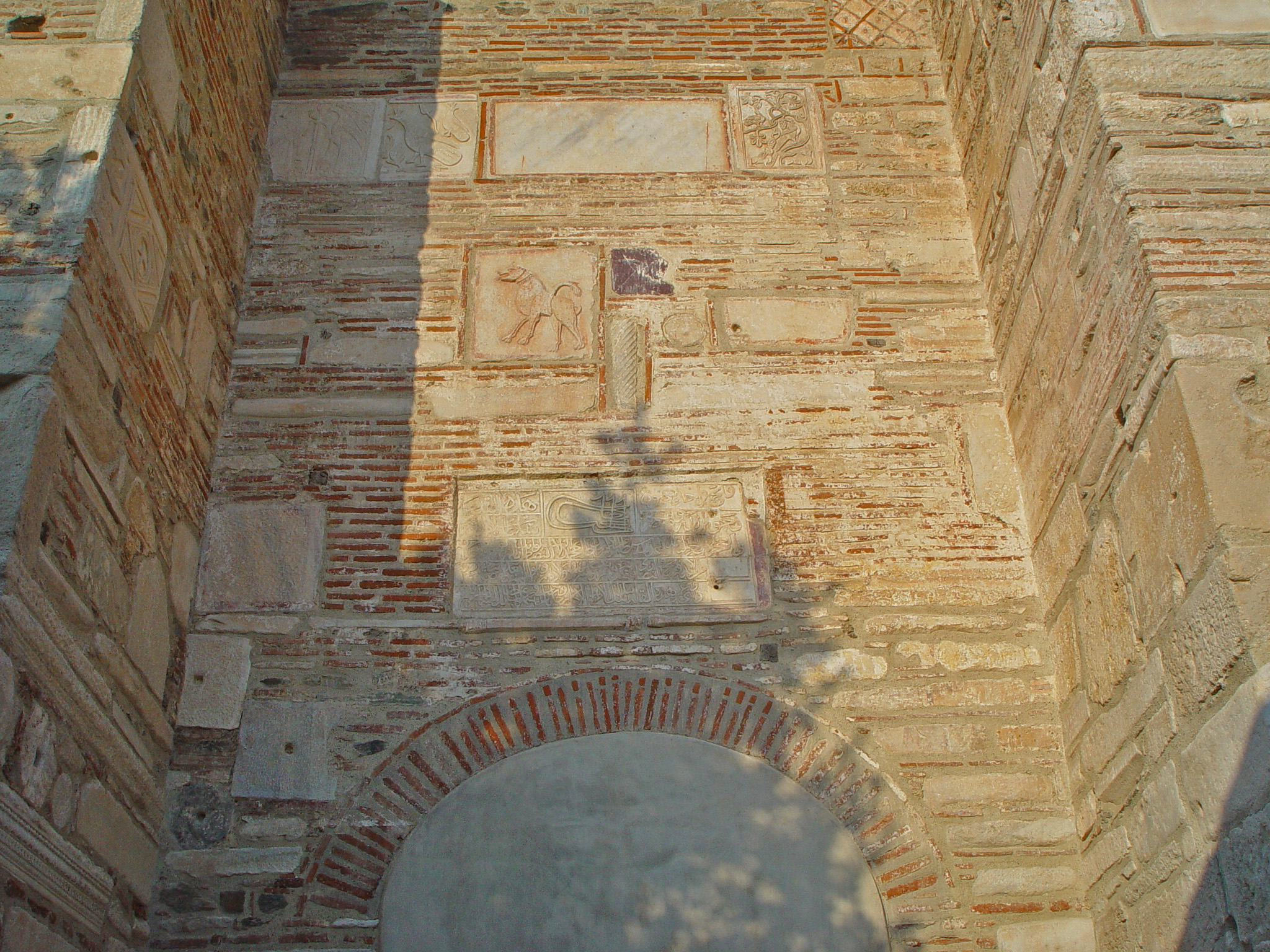
Osmanische Inschrift über dem Tor

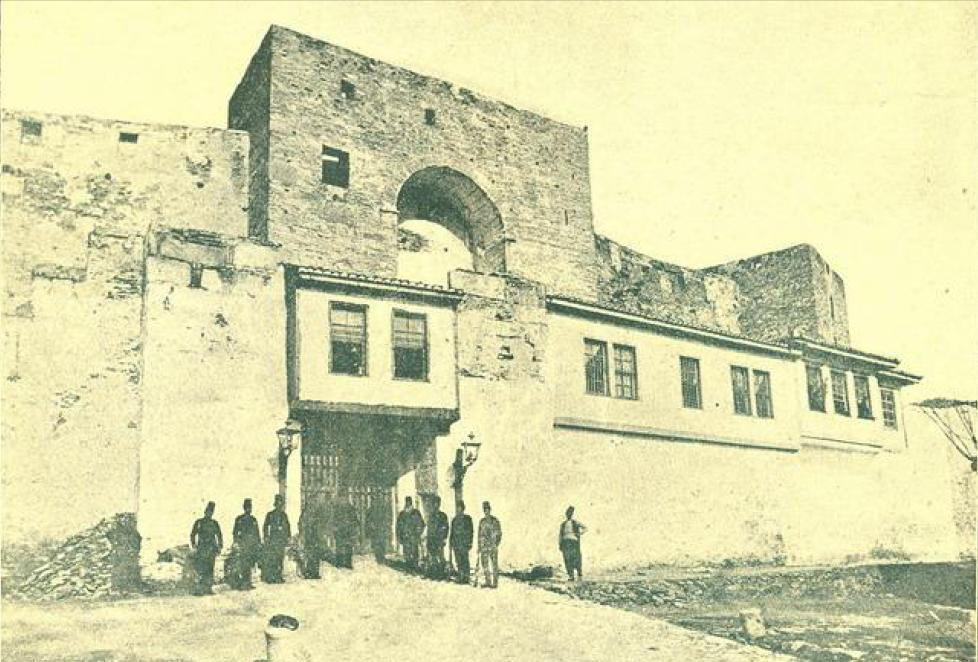
Haupttor von Yedi Kule mit türkischen Soldaten

Die fünf nördlichen Türme des Heptapyrgion stammen mit der verbindenden Kurtine wahrscheinlich aus der Zeit des Kaisers Theodosius I. (4. Jahrhundert), nach anderer Ansicht erst aus dem 9. Jahrhundert. Die Türme im Süden dürften dagegen erst im 12. Jahrhundert errichtet worden sein. In der Zeit der Paläologen wurde die Anlage erneuert, ebenfalls unmittelbar nach der türkischen Eroberung der Stadt im Jahr 1431 unter Çavuş Bey, dem ersten osmanischen Gouverneur. Neuere Forschungen gehen davon aus, dass die Festung der sieben Türme überhaupt erst kurz nach der osmanischen Eroberung erbaut wurde, unter Einbezug der bereits bestehenden Stadtmauer. Demnach bildete die Festung in Thessaloniki das Vorbild für die zwei Jahrzehnte später nach der osmanischen Eroberung in Konstantinopel errichtete gleichnamige Festung Yedikule.
Eine weitere Restaurierung fand 1646 statt. Vom 19. Jahrhundert an bis 1989 wurde sie als Gefängnis genutzt, in der Zeit der Metaxas-Regierung, der deutschen Besetzung im Zweiten Weltkrieg, des Bürgerkriegs und der Obristenherrschaft auch für politische Häftlinge. Durch das Erdbeben von 1978 erlitt sie Schäden. Seit 1990 erfolgt eine Nutzung durch Institute der Aristoteles-Universität Thessaloniki, der Cornell-Universität und anderer Institutionen.

## Anlage
Die polygonale Festung wurde in die Nordostecke der Akropolis eingebaut. Der südliche Abschnitt der Mauer ist fast halbkreisförmig. Die Kurtinen tragen Wehrgänge und Zinnen. Die Südseite des Torturms ist mit eingemauerten Skulpturen aus byzantinischer Zeit geschmückt. Die Türme trugen in der Türkenzeit die Namen Fener Kulesi, Makaslı Kule, Su Kulesi, Cephane Kulesi, Hapishane Kulesi, Kız Kulesi und Zahire Ambar Kulesi, die Bastionen die Namen Hisar Peçe, Kanlı Burgaz und Çingene Tabyalar.